# The King's Man
The King's Man is een Britse-Amerikaanse actiefilm uit 2021, geregisseerd door Matthew Vaughn. De film is het derde deel in de Kingsman-filmreeks, die is gebaseerd op het stripboek The Secret Service van Mark Millar en Dave Gibbons. De film dient als een prequel op Kingsman: The Secret Service uit 2014 en Kingsman: The Golden Circle uit 2017.

## Verhaal
In de jaren voorafgaand aan de Eerste Wereldoorlog proberen de Engelse heer Orlando Oxford en zijn vrouw Emily via het Rode Kruis mensen te helpen. Na haar dood tijdens een aanval op hun hulpkamp, stelt de pacifist Orlando vast dat de wereld iemand nodig heeft om dergelijke conflicten te voorkomen voordat ze zich voordoen. Orlando en zijn zoon Conrad werven de huishoudpersoneelsleden Shola en Polly uit Oxford om de Kingsmen Agency op te richten, een netwerk van spionnen die zich inzetten voor het beschermen van Groot-Brittannië en anderen tegen oorlog.
Het pas opgerichte bureau komt al snel achter een complot dat verschillende landen tegen elkaar zal opzetten, waardoor een oorlog ontstaat zoals de wereld nog nooit heeft gezien. De groep achter dit complot heeft een eigen netwerk van agenten, waaronder de Russische mysticus Grigori Raspoetin, die een vertrouwde adviseur is van tsaar Nicolaas van Rusland. De Kingsmen worstelen om meer te weten te komen over de groep en hun plannen, terwijl Oxford ook wordt geconfronteerd met het vooruitzicht Conrad te verliezen aan de verschrikkingen van een wereldwijd conflict.

## Rolverdeling
| Acteur               | Personage                                                                                 |
| -------------------- | ----------------------------------------------------------------------------------------- |
| Ralph Fiennes        | Orlando Oxford                                                                            |
| Gemma Arterton       | Polly Wilkins                                                                             |
| Rhys Ifans           | Grigori Raspoetin                                                                         |
| Matthew Goode        | Morton                                                                                    |
| Tom Hollander        | George V van het Verenigd Koninkrijk, Wilhelm II van Duitsland en Nicolaas II van Rusland |
| Harris Dickinson     | Conrad Oxford                                                                             |
| Alexander Shaw       | jonge Conrad Oxford                                                                       |
| Daniel Brühl         | Erik Jan Hanussen                                                                         |
| Djimon Hounsou       | Shola                                                                                     |
| Charles Dance        | Herbert Kitchener                                                                         |
| Aaron Taylor-Johnson | Archie Reid                                                                               |
| Aaron Vodovoz        | prins Felix Joesoepov                                                                     |
| Todd Boyce           | Mr. Alfred DuPont                                                                         |
| Branka Katic         | Alix van Hessen-Darmstadt                                                                 |
| Valerie Pachner      | Mata Hari                                                                                 |
| Olivier Richters     | H.M.S.G. (Huge Machinery Shack Guard)                                                     |
| Stanley Tucci        | VS-ambassadeur                                                                            |
| Neil Jackson         | Captain Forrest                                                                           |
| Joel Basman          | Gavrilo Princip                                                                           |
| Ross Anderson        | Corporal Johnstone                                                                        |
| Alison Steadman      | Rita                                                                                      |
| Robert Aramayo       | sergeant-majoor Atkins                                                                    |
| Alexandra Maria Lara | Emily Oxford                                                                              |

## Release
The King's Man werd in de Amerikaanse bioscoop uitgebracht op 22 december 2021 in RealD 3D, Dolby 3D en 4DX, de achtste voorgestelde releasedatum en meer dan twee jaar nadat het oorspronkelijk uit zou komen, deels vanwege de COVID-19-pandemie.

## Ontvangst
De film ontving gemengde recensies van critici. Op Rotten Tomatoes heeft The King's Man een waarde van 43% en een gemiddelde score van 4,90/10, gebaseerd op 96 recensies. Op Metacritic heeft de film een gemiddelde score van 44/100, gebaseerd op 31 recensies.